# Univerzitní liga ledního hokeje 2023/2024
Sezóna 2023/2024 byla 4. sezónou Univerzitní ligy ledního hokeje. Titul z předchozí sezony obhajoval tým Akademici Plzeň. Před sezónou oznámil tým Olomouce odstoupení ze soutěže z důvodu nedostatku technického zázemí, finančních nedostatků a nedostatku hráčů. Dle vyjádření předsedy klubu, Dominika Pudelky, si Olomouc bere pauzu, během které se bude snažit klub stabilizovat, reorganizovat a připravit na další sezóny.

## Systém soutěže
Základní část se hrála od září do března, kde se všechny týmy utkaly každý s každým, a to dvakrát, díky odstoupení Olomouce odehrál každý navíc třetí vzájemný duel se dvěma vybranými soupeři (celkem 18 kol). Poté se odehrálo play-off, do kterého postoupilo osm nejlepších týmů po základní části. V tom si první tři nejlepší po základní části zvolili své soupeře pro čtvrtfinále. Následně probělha volba i na semifinále, kde se znovu kladl důraz na postavení po základní části. Celé play-off se odehrálo na tři vítězné zápasy. Vítěz finále UK Kings Prague se stal Mistrem ULLH a získává Pohár Jana Palacha. Konečné druhé až osmé místo bylo určeno úspěšností týmů v play-off.

## Kluby podle krajů
- Praha: ČVUT Engineers Prague, UK Kings Prague
- Jihočeský kraj: Black Dogs Budweis
- Plzeňský kraj: Akademici Plzeň
- Pardubický kraj: Riders Univerzita Pardubice
- Ústecký kraj: HC North Wings
- Moravskoslezský kraj: BO OSTRAVA Vítkovice Steel
- Jihomoravský kraj: HC MUNI, VUT Cavaliers Brno

## Týmy
| Tým                         | Město            | Aréna                               | Kapacita     |
| --------------------------- | ---------------- | ----------------------------------- | ------------ |
| HC MUNI                     | Brno             | HHDM / Winning Group Arena          | 500 / 7 700  |
| VUT Cavaliers Brno          | Kuřim            | Zimní stadion Kuřim                 | 400          |
| UK Kings Prague             | Praha            | Škoda Icerink / ZS Eden             | — / 5 138    |
| ČVUT Engineers Prague       | Praha            | ZS Hvězda / Sportovní hala Fortuna  | 700 / 13 238 |
| Akademici Plzeň             | Plzeň            | ICE ARENA Plzeň / LogSpeed CZ Aréna | 300 / 7 700  |
| Riders Univerzita Pardubice | Pardubice        | Enteria arena                       | 10 088       |
| HC North Wings              | Ústí nad Labem   | ZS Ústí nad Labem                   | 6 500        |
| BO OSTRAVA Vítkovice Steel  | Poruba           | RT TORAX ARENA                      | 5 000        |
| Black Dogs Budweis          | České Budějovice | Hokejové Centrum Pouzar             | 300          |

Poznámky
1. ↑  V rámci Hokejového souboje univerzit, tedy zápase proti VUT hrála MUNI svůj domácí zápas ve Winning Group Aréně.
2. ↑  Vybrané domácí zápasy hokejisté UK na Zimním stadionu Eden.
3. ↑  V rámci Souboje o Prahu odehráli hokejisté Engineers domácí zápas proti UK ve Sportovní hale.
4. ↑  Vybrané domácí zápasy hrají Akademici v LogSpeed CZ Aréně.

## Tabulka základní části
| Poř. | Tým                         | Z  | V  | VP | PP | P  | VG | OG  | B  |
| ---- | --------------------------- | -- | -- | -- | -- | -- | -- | --- | -- |
| 1.   | Black Dogs Budweis          | 18 | 13 | 2  | 0  | 3  | 95 | 40  | 43 |
| 2.   | ČVUT Engineers Prague       | 18 | 13 | 1  | 0  | 4  | 82 | 46  | 41 |
| 3.   | Akademici Plzeň             | 18 | 13 | 0  | 1  | 4  | 97 | 49  | 40 |
| 4.   | UK Kings Prague             | 18 | 10 | 0  | 1  | 7  | 75 | 61  | 31 |
| 5.   | HC North Wings              | 18 | 8  | 0  | 0  | 10 | 67 | 74  | 24 |
| 6.   | HC MUNI                     | 18 | 6  | 2  | 0  | 10 | 48 | 71  | 22 |
| 7.   | VUT Cavaliers Brno          | 18 | 7  | 0  | 0  | 11 | 46 | 76  | 21 |
| 8.   | Riders Univerzita Pardubice | 18 | 3  | 1  | 2  | 12 | 48 | 82  | 13 |
| 9.   | BO OSTRAVA Vítkovice Steel  | 18 | 2  | 0  | 2  | 14 | 42 | 101 | 8  |

| Vysvětlivka               |
| ------------------------- |
| Postup do čtvrtfinále     |
| Konec sezóny pro daný tým |

## Hráčské statistiky základní části

### Kanadské bodování
Toto je konečné pořadí hráčů podle dosažených bodů. Za jeden vstřelený gól nebo přihrávku na gól hráč získal jeden bod.
| Poř. | Hráč              | Tým                   | Z  | G  | A  | B  | TM | +/- |
| ---- | ----------------- | --------------------- | -- | -- | -- | -- | -- | --- |
| 1.   | Tomáš Vochozka    | Black Dogs Budweis    | 18 | 13 | 26 | 39 | 6  | +28 |
| 2.   | Matouš Masopust   | Black Dogs Budweis    | 16 | 21 | 12 | 33 | 0  | +31 |
| 3.   | Aleš Matoušek     | Akademici Plzeň       | 16 | 15 | 14 | 29 | 14 | +15 |
| 4.   | Vojtěch Krcho     | Black Dogs Budweis    | 18 | 14 | 15 | 29 | 22 | +11 |
| 5.   | David Routa       | ČVUT Engineers Prague | 18 | 7  | 21 | 28 | 4  | +5  |
| 6.   | Jan Vavřík        | Black Dogs Budweis    | 17 | 12 | 14 | 26 | 4  | +29 |
| 7.   | Vít Reitspies     | Akademici Plzeň       | 15 | 8  | 18 | 26 | 0  | +11 |
| 8.   | Štěpán Říha       | Akademici Plzeň       | 16 | 14 | 11 | 25 | 6  | +15 |
| 9.   | František Januška | ČVUT Engineers Prague | 18 | 14 | 11 | 25 | 4  | +9  |
| 10.  | Jan Janoch        | Black Dogs Budweis    | 18 | 7  | 17 | 24 | 12 | +11 |

### Hodnocení brankářů
Toto je konečné pořadí nejlepších deset brankářů.
| Poř. | Hráč             | Tým                         | Z. | MIN | OG | PZ  | PS  | POG  | Úsp%  |
| ---- | ---------------- | --------------------------- | -- | --- | -- | --- | --- | ---- | ----- |
| 1.   | Filip Král       | HC MUNI                     | 13 | 702 | 36 | 490 | 526 | 3.08 | 93.16 |
| 2.   | Dominik Ludvík   | Black Dogs Budweis          | 9  | 478 | 18 | 243 | 261 | 2.26 | 93.10 |
| 3.   | Pavel Pulda      | ČVUT Engineers Prague       | 8  | 476 | 19 | 250 | 269 | 2.40 | 92.94 |
| 4.   | Marek Dvořák     | Black Dogs Budweis          | 10 | 549 | 21 | 263 | 284 | 2.30 | 92.61 |
| 5.   | Kristián Novák   | UK Kings Prague             | 10 | 600 | 29 | 340 | 369 | 2.90 | 92.14 |
| 6.   | Štěpán Zlatnický | VUT Cavaliers Brno          | 9  | 461 | 21 | 236 | 257 | 2.73 | 91.83 |
| 7.   | Petr Sodomka     | Riders Univerzita Pardubice | 7  | 419 | 24 | 269 | 293 | 3.44 | 91.81 |
| 8.   | Jiří Novotný     | Riders Univerzita Pardubice | 9  | 500 | 32 | 284 | 316 | 3.84 | 89.87 |
| 9.   | Filip Blažek     | HC North Wings              | 12 | 602 | 39 | 343 | 382 | 3.89 | 89.79 |
| 10.  | Jiří Černý       | Akademici Plzeň             | 11 | 654 | 31 | 263 | 294 | 2.84 | 89.46 |

## Speciální zápasy

### Hokejový souboj univerzit — Brno
11. října 2023 se uskutečnil Hokejový souboj brněnských univerzit mezi HC MUNI a VUT Cavaliers Brno. Úvodní buly se uskutečnilo v 19:00. V zápase zvítězili hráči VUT 3:1. Do Winning Group Areny přišlo 7 700 diváků, vyprodáno již po druhé za sebou v rámci souboje. V zápase byla zaznamenána hlasitost atmosféry 118 decibelů. Tato hranice znamená rekord nejhlasitějšího sportovního utkání v České republice. 
| 11. října 2023 19:00 | HC MUNI | 1 : 3 (0:1, 0:0, 1:2) | VUT Cavaliers Brno | Winning Group Arena, Brno Návštěvnost: 7 700 (vyprodáno) |  |

| Report                        |                               |                 |                                                                                         |                                                                                  |
| Filip Král                    | Filip Král                    | Brankáři        | Štěpán Zlatnický                                                                        | Rozhodčí: Martin Maťašovský Michael Kohoutek Čároví: Jan Kleprlík Dominik Viskot |
| Gonos (Jakubec, Hasoň) 45:33' | Gonos (Jakubec, Hasoň) 45:33' | 0:1 1:1 1:2 1:3 | 03:30' Šišma (Polej) 57:23' Polej (Rogoznik, Charvát) 59:27' Orsech (do prázdné branky) | Rozhodčí: Martin Maťašovský Michael Kohoutek Čároví: Jan Kleprlík Dominik Viskot |
| 8 min                         | 8 min                         | Tresty          | 10 min                                                                                  | Rozhodčí: Martin Maťašovský Michael Kohoutek Čároví: Jan Kleprlík Dominik Viskot |
| 37                            | 37                            | Střely          | 31                                                                                      | Rozhodčí: Martin Maťašovský Michael Kohoutek Čároví: Jan Kleprlík Dominik Viskot |

### Top zápas semestru
16. října 2023 se uskutečnil TOP ZÁPAS SEMESTRU mezi Riders Univerzita Pardubice a HC MUNI. Úvodní buly se uskutečnilo v 17:00. V zápase zvítězili hráči MUNI 2:1. Do Enteria Areny přišlo 1 383 diváků. 
| 16. října 2023 17:00 | Riders Univerzita Pardubice | 1 : 2 (0:0, 1:2, 0:0) | HC MUNI | Enteria Arena, Pardubice Návštěvnost: 1 383 |  |

| Report                       |                              |             |                                                               |                                                                         |
| Petr Sodomka                 | Petr Sodomka                 | Brankáři    | Filip Král                                                    | Rozhodčí: Radek Wagner Kamil Zavřel Čároví: Václav Juránek Jakub Serbus |
| Pilný (Špinka, Hrůša) 27:06' | Pilný (Špinka, Hrůša) 27:06' | 1:0 1:1 1:2 | 35:13' Kučera (Bartes, Hasoň) 36:02' Edl (Malenovský, Kadlic) | Rozhodčí: Radek Wagner Kamil Zavřel Čároví: Václav Juránek Jakub Serbus |
| 8 min                        | 8 min                        | Tresty      | 10 min                                                        | Rozhodčí: Radek Wagner Kamil Zavřel Čároví: Václav Juránek Jakub Serbus |
| 46                           | 46                           | Střely      | 40                                                            | Rozhodčí: Radek Wagner Kamil Zavřel Čároví: Václav Juránek Jakub Serbus |

### Hokejový souboj univerzit — Bitva o Prahu
2. listopadu 2023 se uskutečnil Hokejový souboj pražských univerzit mezi ČVUT Engineers Prague a UK Kings Prague. Úvodní buly se uskutečnilo ve 20:00. V zápase zvítězili hráči UK 4:3. Do Sportovní haly v Praze přišlo 8 854 diváků, díky čemuž se stalo utkání rekordním v ULLH, kdy návštěva překonala dvě vyprodané utkání v řadě z Brna.
| 2. listopadu 2023 20:00 | ČVUT Engineers Prague | 3 : 4 (0:2, 1:2, 2:0) | UK Kings Prague | Sportovní hala Fortuna, Praha Návštěvnost: 8 854 |  |

| Report                                                                                         |                                                                                                |                             |                                                                                             |                                                                   |
| Jakub Maličkay                                                                                 | Jakub Maličkay                                                                                 | Brankáři                    | Kristián Novák                                                                              | Rozhodčí: Marek Šmika David Čáp Čároví: Tomáš Kučera Jakub Teršíp |
| Hasil (Routa, Raiterman) 29:08' Vobořil (Březina, Vaňous) 44:11' Hasil (Routa, Vobořil) 55:59' | Hasil (Routa, Raiterman) 29:08' Vobořil (Březina, Vaňous) 44:11' Hasil (Routa, Vobořil) 55:59' | 0:1 0:2 0:3 0:4 1:4 2:4 3:4 | 00:38' Piskač (Moucha) 14:25' Jindra 20:24' Čmejla (Volf) 24:52' Jindra (Dlabola, Martínek) | Rozhodčí: Marek Šmika David Čáp Čároví: Tomáš Kučera Jakub Teršíp |
| 10 min                                                                                         | 10 min                                                                                         | Tresty                      | 14 min                                                                                      | Rozhodčí: Marek Šmika David Čáp Čároví: Tomáš Kučera Jakub Teršíp |
| 37                                                                                             | 37                                                                                             | Střely                      | 29                                                                                          | Rozhodčí: Marek Šmika David Čáp Čároví: Tomáš Kučera Jakub Teršíp |

### Souboj dobyvatelů
8. listopadu 2023 se uskutečnil Souboj dobyvatelů mezi HC North Wings a BO OSTRAVA Vítkovice Steel. Úvodní buly se uskutečnilo v 19:00. V zápase zvítězili hráči North Wings 8:3. Na Zimní stadion Ústí nad Labem přišlo 1 055 diváků. 
| 8. listopadu 2023 19:00 | HC North Wings | 8 : 3 (1:0, 3:1, 4:2) | BO OSTRAVA Vítkovice Steel | Zimní stadion Ústí nad Labem, Ústí nad Labem Návštěvnost: 1 055 |  |

| Report | |                                             |                                                                                     |                                                                                  |
| Milan Kožnar | Milan Kožnar | Brankáři                                    | Daniel Morys                                                                        | Rozhodčí: Miroslav Petružálek Tomáš Micka Čároví: František Štěpánek Jakub Dědek |
| Svoboda (Vrba) 15:04' Sajdl (Nedoma) 21:42' Nedoma (Sajdl) 26:06' Tot (Janoušek) 29:57' Jarý (Petržílka, Svoboda) 51:56' Sajdl 53:35' Petržílka (Sadjl) 55:47' Jarý (Tot, Janoušek) 59:52' | Svoboda (Vrba) 15:04' Sajdl (Nedoma) 21:42' Nedoma (Sajdl) 26:06' Tot (Janoušek) 29:57' Jarý (Petržílka, Svoboda) 51:56' Sajdl 53:35' Petržílka (Sadjl) 55:47' Jarý (Tot, Janoušek) 59:52' | 1:0 2:0 3:0 4:0 4:1 4:2 4:3 5:3 6:3 7:3 8:3 | 38:44' Mikula (Gřesík) 43:16' Hepnar (Plánka, Zajíc) 50:53' Potočný (Gřesík, Zajíc) | Rozhodčí: Miroslav Petružálek Tomáš Micka Čároví: František Štěpánek Jakub Dědek |
| 14 min | 14 min | Tresty                                      | 4 min                                                                               | Rozhodčí: Miroslav Petružálek Tomáš Micka Čároví: František Štěpánek Jakub Dědek |
| 57 | 57 | Střely                                      | 33                                                                                  | Rozhodčí: Miroslav Petružálek Tomáš Micka Čároví: František Štěpánek Jakub Dědek |

## Play off

### Pavouk
|  | Čtvrtfinále | Čtvrtfinále | Čtvrtfinále |       |       | Semifinále | Semifinále | Semifinále |  |  | Finále | Finále | Finále |
|  |             |             |             |       |       |            |            |            |  |  |        |        |        |
|  | 2           | Engineers   | 2           |       |       |            |            |            |  |  |        |        |        |
|  | 5           | North Wings | 0           |       |       |            |            |            |  |  |        |        |        |
|  | 5           | North Wings | 0           |       | 2     | Engineers  | 0          |            |  |  |        |        |        |
|  |             |             |             |       | 2     | Engineers  | 0          |            |  |  |        |        |        |
|  |             | 3           | Plzeň       | 2     |       |            |            |            |  |  |        |        |        |
|  | 3           | 3           | Plzeň       | 2     | Plzeň | 2          |            |            |  |  |        |        |        |
|  | 3           |             |             |       | Plzeň | 2          |            |            |  |  |        |        |        |
|  | 7           | Cavaliers   | 0           |       |       |            |            |            |  |  |        |        |        |
|  |             |             |             |       |       |            |            |            |  |  | 3      | Plzeň  | 0      |
|  |             |             | 4           | Kings | 3     |            |            |            |  |  |        |        |        |
|  | 1           | Budweis     | 2           |       |       |            |            |            |  |  |        |        |        |
|  | 8           | Pardubice   | 0           |       |       |            |            |            |  |  |        |        |        |
|  | 8           | Pardubice   | 0           |       | 1     | Budweis    | 0          |            |  |  |        |        |        |
|  |             |             |             |       | 1     | Budweis    | 0          |            |  |  |        |        |        |
|  |             | 4           | Kings       | 2     |       |            |            |            |  |  |        |        |        |
|  | 4           | 4           | Kings       | 2     | Kings | 2          |            |            |  |  |        |        |        |
|  | 4           |             |             |       | Kings | 2          |            |            |  |  |        |        |        |
|  | 6           | MUNI        | 1           |       |       |            |            |            |  |  |        |        |        |

### Čtvrtfinále

#### Black Dogs Budweis (1.) – Riders Univerzita Pardubice (8.)
| 11. března 2024 17:30 | Black Dogs Budweis | 6 : 3 (2:1, 2:0, 2:2) | Riders Univerzita Pardubice | Hokejové Centrum Pouzar, České Budějovice Návštěvnost: 88 |  |

| Report | |                                     |                                                                                                |                                                          |
| Marek Dvořák | Marek Dvořák | Brankáři                            | Petr Sodomka                                                                                   | Rozhodčí: Václav Kosnar Čároví: Martin Tvrdík Jan Brtník |
| M. Masopust (Vavřík, Novák) 08:22' Hrakholski (Janoch, Krtek) 14:26' Kaisler (Anderle, Novák) 29:13' Janoch (Hrůša, M. Masopust) 31:37' Vavřík (M. Masopust, Vochozka) 48:59' Chocholoušek (do prázdné branky) 59:37' | M. Masopust (Vavřík, Novák) 08:22' Hrakholski (Janoch, Krtek) 14:26' Kaisler (Anderle, Novák) 29:13' Janoch (Hrůša, M. Masopust) 31:37' Vavřík (M. Masopust, Vochozka) 48:59' Chocholoušek (do prázdné branky) 59:37' | 0:1 1:1 2:1 1:1 4:1 5:1 5:2 5:3 6:3 | 03:45' Stolín (Kopecký, Hebek) 52:19' Maťátko (Šrámek, Ladman) 54:52' Šrámek (Ladman, Maťátko) | Rozhodčí: Václav Kosnar Čároví: Martin Tvrdík Jan Brtník |
| 4 min | 4 min | Tresty                              | 2 min                                                                                          | Rozhodčí: Václav Kosnar Čároví: Martin Tvrdík Jan Brtník |
| 48 | 48 | Střely                              | 36                                                                                             | Rozhodčí: Václav Kosnar Čároví: Martin Tvrdík Jan Brtník |

| 14. března 2024 19:30 | Riders Univerzita Pardubice | 1 : 2 SN (0:0, 0:0, 1:1 – 0:0 – 0:1) | Black Dogs Budweis | Enteria arena, Pardubice Návštěvnost: 113 |  |

| Report                                                               |                                                                      |                                            |                                                                             |                                                            |
| Jiří Novotný                                                         | Jiří Novotný                                                         | Brankáři                                   | Dominik Ludvík                                                              | Rozhodčí: Tomáš Mareš Čároví: Václav Juránek Tomáš Jiruška |
| Ladman (Šťastný, Pražák) 58:13' Hebek Šťastný Maťátko Ladman Kopecký | Ladman (Šťastný, Pražák) 58:13' Hebek Šťastný Maťátko Ladman Kopecký | 0:1 1:1 Samostatné nájezdy 0:0 0:1 1:1 1:2 | 56:31' Kohout (Kaisler) Vochozka Janoch Hrakholski M. Masopust Krcho Janoch | Rozhodčí: Tomáš Mareš Čároví: Václav Juránek Tomáš Jiruška |
| 6 min                                                                | 6 min                                                                | Tresty                                     | 8 min                                                                       | Rozhodčí: Tomáš Mareš Čároví: Václav Juránek Tomáš Jiruška |
| 33                                                                   | 33                                                                   | Střely                                     | 37                                                                          | Rozhodčí: Tomáš Mareš Čároví: Václav Juránek Tomáš Jiruška |

Konečný stav série 2:0 na zápasy pro Black Dogs Budweis.

#### ČVUT Engineers Prague (2.) – HC North Wings (5.)
| 11. března 2024 18:00 | ČVUT Engineers Prague | 4 : 1 (2:0, 2:1, 0:0) | HC North Wings | Zimní stadion Hvězda, Praha Návštěvnost: 145 |  |

| Report | |                     |                               |                                                             |
| Ondřej Mann | Ondřej Mann | Brankáři            | Filip Blažek                  | Rozhodčí: Marek Trnka Čároví: Dominik Herles Ondřej Tuháček |
| Routa (Kučera, Januška) 04:22' Januška (Routa, Kučera) 14:51' Routa (Holaník) 31:29' Routa (Vobořil, Januška) 36:31' | Routa (Kučera, Januška) 04:22' Januška (Routa, Kučera) 14:51' Routa (Holaník) 31:29' Routa (Vobořil, Januška) 36:31' | 1:0 2:0 2:1 3:1 4:1 | 26:33' Macel (Jindra, Werner) | Rozhodčí: Marek Trnka Čároví: Dominik Herles Ondřej Tuháček |
| 16 min | 16 min | Tresty              | 20 min                        | Rozhodčí: Marek Trnka Čároví: Dominik Herles Ondřej Tuháček |
| 28 | 28 | Střely              | 30                            | Rozhodčí: Marek Trnka Čároví: Dominik Herles Ondřej Tuháček |

| 14. března 2024 17:30 | HC North Wings | 3 : 10 (0:2, 2:4, 1:4) | ČVUT Engineers Prague | Zimní stadion Ústí nad Labem, Ústí nad Labem Návštěvnost: 192 |  |

| Report                                                                                   |                                                                                          |                                                      | |                                                        |
| Filip Blažek (od 33. minuty Milan Kožnar)                                                | Filip Blažek (od 33. minuty Milan Kožnar)                                                | Brankáři                                             | Ondřej Mann | Rozhodčí: Marek Domský Čároví: Adam Kurtin Pavel Beneš |
| Macel (Tot, Werner) 26:45' Svoboda (Macel, Jindra) 27:19' Macel (Svoboda, Jindra) 52:58' | Macel (Tot, Werner) 26:45' Svoboda (Macel, Jindra) 27:19' Macel (Svoboda, Jindra) 52:58' | 0:1 0:2 0:3 1:3 2:3 2:4 2:5 2:6 2:7 2:8 3:8 2:9 2:10 | 08:07' Vobořil (Šonský, Holaník) 13:14' Routa (Januška, Kleveta) 24:33' Vaňous (Gonda) 32:41' Hynek (Šonský, Svach) 32:58' Kučera (Vobořil, Januška) 34:31' Šonský (Březina, Kubata) 40:55' Matějka (Vaňous, Svach) 52:09' Najman (Matějka, Skorčík) 56:45' Šonský 58:17' Januška (Routa, Kučera) | Rozhodčí: Marek Domský Čároví: Adam Kurtin Pavel Beneš |
| 4 min                                                                                    | 4 min                                                                                    | Tresty                                               | 14 min | Rozhodčí: Marek Domský Čároví: Adam Kurtin Pavel Beneš |
| 35                                                                                       | 35                                                                                       | Střely                                               | 43 | Rozhodčí: Marek Domský Čároví: Adam Kurtin Pavel Beneš |

Konečný stav série 2:0 na zápasy pro ČVUT Engineers Prague.

#### Akademici Plzeň (3.) – VUT Cavaliers Brno (7.)
| 11. března 2024 20:15 | Akademici Plzeň | 10 : 1 (1:1, 5:0, 4:0) | VUT Cavaliers Brno | LogSpeed CZ Aréna, Plzeň Návštěvnost: 144 |  |

| Report | |                                              |                                             |                                                          |
| Matěj Kubát | Matěj Kubát | Brankáři                                     | Adam Běhal (od 44. minuty Michal Martinčík) | Rozhodčí: Tomáš Battěk Čároví: Jakub Stacho Jakub Teršíp |
| Vavřička (Bláha, Šucha) 01:29' Roubal (Říha, Bláha) 24:01' Pánek (Princl) 25:41' Říha (Soukup) 26:55' Kala (Králiček, Rejzek) 27:17' Princl (Reitspies, Pánek) 39:43' Pánek (Štochl, Kalus) 43:28' Šibra (Pánek, Princl) 51:23' Reitspies (Pánek, Princl) 57:52' Říha (Princl, Reitspies) 58:31' | Vavřička (Bláha, Šucha) 01:29' Roubal (Říha, Bláha) 24:01' Pánek (Princl) 25:41' Říha (Soukup) 26:55' Kala (Králiček, Rejzek) 27:17' Princl (Reitspies, Pánek) 39:43' Pánek (Štochl, Kalus) 43:28' Šibra (Pánek, Princl) 51:23' Reitspies (Pánek, Princl) 57:52' Říha (Princl, Reitspies) 58:31' | 1:0 1:1 2:1 3:1 4:1 5:1 6:1 7:1 8:1 9:1 10:1 | 11:46' Kolder (Jaroš)                       | Rozhodčí: Tomáš Battěk Čároví: Jakub Stacho Jakub Teršíp |
| 41 min | 41 min | Tresty                                       | 97 min                                      | Rozhodčí: Tomáš Battěk Čároví: Jakub Stacho Jakub Teršíp |
| 38 | 38 | Střely                                       | 20                                          | Rozhodčí: Tomáš Battěk Čároví: Jakub Stacho Jakub Teršíp |

| 13. března 2024 20:00 | VUT Cavaliers Brno | 2 : 6 (1:4, 0:1, 1:1) | Akademici Plzeň | Zimní stadion Kuřim, Kuřim Návštěvnost: 135 |  |

| Report                                                      |                                                             |                                 | |                                                             |
| Adam Běhal                                                  | Adam Běhal                                                  | Brankáři                        | Zbyněk Varga | Rozhodčí: Přemysl Skopal Čároví: Dominik Kalina Jan Kopecký |
| Jaroš (Cekr, Pernický) 02:56' Harmin (Jančí, Kolder) 45:28' | Jaroš (Cekr, Pernický) 02:56' Harmin (Jančí, Kolder) 45:28' | 0:1 1:1 1:2 1:3 1:4 1:5 2:5 2:6 | 01:44' Folda (Říha, Roubal) 05:40' Rejzek (Říha, Šibra) 08:48' Morawetz (Soukup, Šiška) 15:19' Rejzek 24:16' Králíček 58:11' Roubal (Říha, Folda, do prázdné branky) | Rozhodčí: Přemysl Skopal Čároví: Dominik Kalina Jan Kopecký |
| 53 min                                                      | 53 min                                                      | Tresty                          | 41 min | Rozhodčí: Přemysl Skopal Čároví: Dominik Kalina Jan Kopecký |
| 35                                                          | 35                                                          | Střely                          | 40 | Rozhodčí: Přemysl Skopal Čároví: Dominik Kalina Jan Kopecký |

Konečný stav série 2:0 na zápasy pro Akademici Plzeň.

#### UK Kings Prague (4.) – HC MUNI (6.)
| 12. března 2024 18:30 | UK Kings Prague | 6 : 4 (1:1, 3:0, 2:3) | HC MUNI | Škoda Icerink, Praha Návštěvnost: 108 |  |

| Report | |                                         | |  |
| Kristián Novák | Kristián Novák | Brankáři                                | Filip Král (od 31. minuty Daniel Šembera)                                                                                     |  |
| Volf 17:34' Kucharčík (Jindra, Dlabola) 21:38' Dušek (Volf) 22:39' Škarda (Dušek) 30:16' Kucharčík (Dlabola, Jindra) 44:52' Jindra 48:47' | Volf 17:34' Kucharčík (Jindra, Dlabola) 21:38' Dušek (Volf) 22:39' Škarda (Dušek) 30:16' Kucharčík (Dlabola, Jindra) 44:52' Jindra 48:47' | 0:1 1:1 2:1 3:1 4:1 5:1 6:1 6:2 6:3 6:4 | 12:25' Morev (Linka, Malenovský) 52:16' Malenovský (Morev, Linka) 55:56' Morev (Tomaník, Šembera) 57:01' Jakubec (Hasoň, Edl) |  |
| 10 min | 10 min | Tresty                                  | 12 min |  |
| 58 | 58 | Střely                                  | 25 |  |

| 13. března 2024 19:30 | HC MUNI | 7 : 5 (2:0, 3:3, 2:2) | UK Kings Prague | Sportcentrum Lužánky, Brno Návštěvnost: 413 |  |

| Report | |                                                 | |                                                         |
| Daniel Šembera | Daniel Šembera | Brankáři                                        | Kristián Novák | Rozhodčí: Petr Blaha Čároví: Henrich Kráľ Tomáš Kociňák |
| Morev (Linka, Malenovský) 03:27' Morev (Malenovský, Šembera) 19:37' Gonos (Linka) 25:53' Jakubec (Prokopec, Sedláček) 27:48' Sedláček (Bláha, Prokopec) 34:56' Tomaník (Morev) 50:13' Sedláček (Jakubec, Tomaník, do prázdné branky) 59:19' | Morev (Linka, Malenovský) 03:27' Morev (Malenovský, Šembera) 19:37' Gonos (Linka) 25:53' Jakubec (Prokopec, Sedláček) 27:48' Sedláček (Bláha, Prokopec) 34:56' Tomaník (Morev) 50:13' Sedláček (Jakubec, Tomaník, do prázdné branky) 59:19' | 1:0 2:0 2:1 3:1 4:1 4:2 5:2 5:3 5:4 5:5 6:5 7:5 | 21:59' Volf (Klatt, Dlabola) 34:42' Čmejla (Volf, Škarda) 35:47' Kucharčík (Hradil, Klinger) 40:41' Čmejla (Volf, Moucha) 42:15' Vávra (Škarda) | Rozhodčí: Petr Blaha Čároví: Henrich Kráľ Tomáš Kociňák |
| 6 min | 6 min | Tresty                                          | 12 min | Rozhodčí: Petr Blaha Čároví: Henrich Kráľ Tomáš Kociňák |
| 31 | 31 | Střely                                          | 43 | Rozhodčí: Petr Blaha Čároví: Henrich Kráľ Tomáš Kociňák |

| 18. března 2024 18:30 | UK Kings Prague | 3 : 0 (2:0, 0:0, 1:0) | HC MUNI | Škoda Icerink, Praha Návštěvnost: 151 |  |

| Report                                                                                                  | |             |                |                                                                        |
| Kristián Novák                                                                                          | Kristián Novák                                                                                          | Brankáři    | Daniel Šembera | Rozhodčí: Michal Kostourek Josef Barek Čároví: Milan Štofa Petr Kotlík |
| Jindra (Dlabola, Klatt) 06:17' Kucharčík (Jindra, Klatt) 12:34' Volf (Čmejla, do prázdné branky) 58:38' | Jindra (Dlabola, Klatt) 06:17' Kucharčík (Jindra, Klatt) 12:34' Volf (Čmejla, do prázdné branky) 58:38' | 1:0 2:0 3:0 |                | Rozhodčí: Michal Kostourek Josef Barek Čároví: Milan Štofa Petr Kotlík |
| 10 min                                                                                                  | 10 min                                                                                                  | Tresty      | 12 min         | Rozhodčí: Michal Kostourek Josef Barek Čároví: Milan Štofa Petr Kotlík |
| 39 | 39 | Střely      | 28             | Rozhodčí: Michal Kostourek Josef Barek Čároví: Milan Štofa Petr Kotlík |

Konečný stav série 2:1 na zápasy pro UK Kings Prague.

### Semifinále

#### Black Dogs Budweis (1.) – UK Kings Prague (4.)
| 25. března 2024 19:30 | Black Dogs Budweis | 4 : 5 PP (2:2, 1:2, 1:0 – 0:1) | UK Kings Prague | Hokejové Centrum Pouzar, České Budějovice Návštěvnost: 143 |  |

| Report | |                                     | |                                                   |
| Marek Dvořák | Marek Dvořák | Brankáři                            | Kristián Novák | Rozhodčí: Jan Hucl Čároví: Filip Sýkora Jan Uhlík |
| Hrůša (Kaisler, Kohout) 04:26' Kaisler (Hrůša, Kohout) 18:40' Rolínek (Janoch, Kubeš) 21:46' Hrůša (M. Masopust, Vochozka) 55:42' | Hrůša (Kaisler, Kohout) 04:26' Kaisler (Hrůša, Kohout) 18:40' Rolínek (Janoch, Kubeš) 21:46' Hrůša (M. Masopust, Vochozka) 55:42' | 1:0 1:1 2:1 2:2 3:2 3:3 3:4 4:4 4:5 | 17:58' Martínek (Klatt) 19:42' Hradil (Kucharčík, Jindra) 34:53' Čmejla (Volf, Dušek) 35:06' Jindra (Klatt, Gebell) 62:38' Jindra (Kucharčík) | Rozhodčí: Jan Hucl Čároví: Filip Sýkora Jan Uhlík |
| 12 min | 12 min | Tresty                              | 6 min | Rozhodčí: Jan Hucl Čároví: Filip Sýkora Jan Uhlík |
| 45 | 45 | Střely                              | 34 | Rozhodčí: Jan Hucl Čároví: Filip Sýkora Jan Uhlík |

| 28. března 2024 18:30 | UK Kings Prague | 5 : 2 (0:0, 1:1, 4:1) | Black Dogs Budweis | Škoda Icerink, Praha Návštěvnost: 253 |  |

| Report | |                             |                                                                 |                                                             |
| Kristián Novák | Kristián Novák | Brankáři                    | Dominik Ludvík                                                  | Rozhodčí: Radek Wagner Čároví: Petr Maštalíř Martin Kettner |
| Kucharčík (Jindra) 35:40' Kucharčík (Hradil, Jindra) 41:26' Jindra (Kucharčík) 45:22' Hradil (Jindra, Novák) 48:12' Piskač (Kucharčík, do prázdné branky) 58:07' | Kucharčík (Jindra) 35:40' Kucharčík (Hradil, Jindra) 41:26' Jindra (Kucharčík) 45:22' Hradil (Jindra, Novák) 48:12' Piskač (Kucharčík, do prázdné branky) 58:07' | 0:1 1:1 2:1 3:1 4:1 4:2 5:2 | 25:21' Krcho (Krtek, Janoch) 56:46' Hrakholski (Janoch, Kohout) | Rozhodčí: Radek Wagner Čároví: Petr Maštalíř Martin Kettner |
| 14 min | 14 min | Tresty                      | 6 min                                                           | Rozhodčí: Radek Wagner Čároví: Petr Maštalíř Martin Kettner |
| 40 | 40 | Střely                      | 49                                                              | Rozhodčí: Radek Wagner Čároví: Petr Maštalíř Martin Kettner |

Konečný stav série 2:0 na zápasy pro UK Kings Prague.

#### ČVUT Engineers Prague (2.) – Akademici Plzeň (3.)
| 21. března 2024 18:00 | ČVUT Engineers Prague | 1 : 4 (0:1, 1:0, 0:3) | Akademici Plzeň | Zimní stadion Eden, Praha Návštěvnost: 249 |  |

| Report                          |                                 |                     | |                                                     |
| Ondřej Mann                     | Ondřej Mann                     | Brankáři            | Matěj Kubát | Rozhodčí: David Čáp Čároví: Goran Jurak Matyáš Motl |
| Kučera (Holaník, Spurný) 25:41' | Kučera (Holaník, Spurný) 25:41' | 0:1 1:1 1:2 1:3 1:4 | 19:55' Matoušek 48:40' Princl (Roubal, Matoušek) 54:28' Princl (Šucha, Kalus) 59:26' Roubal (Princl, do prázdné branky) | Rozhodčí: David Čáp Čároví: Goran Jurak Matyáš Motl |
| 4 min                           | 4 min                           | Tresty              | 8 min | Rozhodčí: David Čáp Čároví: Goran Jurak Matyáš Motl |
| 36                              | 36                              | Střely              | 40 | Rozhodčí: David Čáp Čároví: Goran Jurak Matyáš Motl |

| 26. března 2024 19:00 | Akademici Plzeň | 5 : 2 (1:0, 3:0, 1:2) | ČVUT Engineers Prague | LogSpeed CZ Aréna, Plzeň Návštěvnost: 756 |  |

| Report | |                             |                                                   |                                                               |
| Matěj Kubát | Matěj Kubát | Brankáři                    | Ondřej Mann                                       | Rozhodčí: Radek Wagner Čároví: Václav Juránek František Pěkný |
| Rejzek (Jánský, Králíček) 07:13' Matoušek (Vavřička) 32:29' Roubal (Bláha) 32:47' Říha 39:20' Říha (Folda, Matoušek) 50:33' | Rejzek (Jánský, Králíček) 07:13' Matoušek (Vavřička) 32:29' Roubal (Bláha) 32:47' Říha 39:20' Říha (Folda, Matoušek) 50:33' | 1:0 2:0 3:0 4:0 4:1 5:1 5:2 | 47:48' Kubata (Srb) 53:12' Routa (Šonský, Kučera) | Rozhodčí: Radek Wagner Čároví: Václav Juránek František Pěkný |
| 20 min | 20 min | Tresty                      | 14 min                                            | Rozhodčí: Radek Wagner Čároví: Václav Juránek František Pěkný |
| 37 | 37 | Střely                      | 30                                                | Rozhodčí: Radek Wagner Čároví: Václav Juránek František Pěkný |

Konečný stav série 2:0 na zápasy pro Akademici Plzeň.

### Finále

#### Akademici Plzeň (3.) – UK Kings Prague (4.)
| 2. dubna 2024 19:00 | Akademici Plzeň | 3 : 4 (1:1, 1:1, 1:2) | UK Kings Prague | LogSpeed CZ Aréna, Plzeň Návštěvnost: 1 444 |  |

| Report                                                                               |                                                                                      |                             |                                                                                          |                                                                     |
| Matěj Kubát                                                                          | Matěj Kubát                                                                          | Brankáři                    | Kristián Novák                                                                           | Rozhodčí: Tomáš Horák Tomáš Zubzanda Čároví: Štefan Belko Petr Baxa |
| Matoušek (Vavřička, Bláha) 19:33' Princl (Reitspies) 24:13' Bláha (Reitspies) 44:22' | Matoušek (Vavřička, Bláha) 19:33' Princl (Reitspies) 24:13' Bláha (Reitspies) 44:22' | 0:1 1:1 2:1 2:2 3:2 3:3 3:4 | 14:01' Kucharčík (Hradil) 35:48' Jindra 48:25' Jindra (Volf) 57:28' Volf (Jindra, Dušek) | Rozhodčí: Tomáš Horák Tomáš Zubzanda Čároví: Štefan Belko Petr Baxa |
| 8 min                                                                                | 8 min                                                                                | Tresty                      | 10 min                                                                                   | Rozhodčí: Tomáš Horák Tomáš Zubzanda Čároví: Štefan Belko Petr Baxa |
| 27                                                                                   | 27                                                                                   | Střely                      | 31                                                                                       | Rozhodčí: Tomáš Horák Tomáš Zubzanda Čároví: Štefan Belko Petr Baxa |

| 4. dubna 2024 18:00 | UK Kings Prague | 3 : 2 (2:1, 0:0, 1:1) | Akademici Plzeň | Zimní stadion Eden, Praha Návštěvnost: 428 |  |

| Report                                                                          |                                                                                 |                     |                                                           |                                                                         |
| Kristián Novák                                                                  | Kristián Novák                                                                  | Brankáři            | Matěj Kubát                                               | Rozhodčí: Marek Šmika Josef Barek Čároví: Dominik Herles Ondřej Tuháček |
| Jindra (Hradil) 07:10' Martínek (Konopásek, Sochor) 09:04' Jindra (Volf) 59:26' | Jindra (Hradil) 07:10' Martínek (Konopásek, Sochor) 09:04' Jindra (Volf) 59:26' | 1:0 2:0 2:1 2:2 3:2 | 16:45' Šibra (Folda, Roubal) 51:04' Kalus (Bláha, Princl) | Rozhodčí: Marek Šmika Josef Barek Čároví: Dominik Herles Ondřej Tuháček |
| 6 min                                                                           | 6 min                                                                           | Tresty              | 10 min                                                    | Rozhodčí: Marek Šmika Josef Barek Čároví: Dominik Herles Ondřej Tuháček |
| 26                                                                              | 26                                                                              | Střely              | 32                                                        | Rozhodčí: Marek Šmika Josef Barek Čároví: Dominik Herles Ondřej Tuháček |

| 8. dubna 2024 18:30 | Akademici Plzeň | 4 : 7 (1:4, 0:1, 3:2) | UK Kings Prague | LogSpeed CZ Aréna, Plzeň Návštěvnost: 1 523 |  |

| Report | |                                             | |                                                                             |
| Zbyněk Varga                                                                                                 | Zbyněk Varga                                                                                                 | Brankáři                                    | Kristián Novák | Rozhodčí: Michal Kostourek Tomáš Micka Čároví: Milan Jindra František Pěkný |
| Říha (Roubal, Šibra) 03:16' Roubal (Jánský, Matoušek) 40:42' Reitspies (Sýkora) 44:19' Princl (Kalus) 54:58' | Říha (Roubal, Šibra) 03:16' Roubal (Jánský, Matoušek) 40:42' Reitspies (Sýkora) 44:19' Princl (Kalus) 54:58' | 0:1 1:1 1:2 1:3 1:4 1:5 2:5 3:5 3:6 4:6 4:7 | 01:20' Kucharčík (Gebell) 14:17' Martínek (Jindra) 17:04' Dlabola 19:03' Kucharčík (Gebell) 39:49' Martínek (Kucharčík, Sochor) 47:09' Jindra 58:22' Sochor (Martínek, do prázdné branky) | Rozhodčí: Michal Kostourek Tomáš Micka Čároví: Milan Jindra František Pěkný |
| 47 min | 47 min | Tresty                                      | 41 min | Rozhodčí: Michal Kostourek Tomáš Micka Čároví: Milan Jindra František Pěkný |
| 40 | 40 | Střely                                      | 33 | Rozhodčí: Michal Kostourek Tomáš Micka Čároví: Milan Jindra František Pěkný |

Konečný stav série 3:0 na zápasy pro UK Kings Prague.

## Hráčské statistiky play-off

### Kanadské bodování
Toto je konečné pořadí hráčů podle dosažených bodů. Za jeden vstřelený gól nebo přihrávku na gól hráč získal jeden bod.
| Poř. | Hráč                 | Tým                   | Z | G  | A | B  | TM | +/- |
| ---- | -------------------- | --------------------- | - | -- | - | -- | -- | --- |
| 1.   | David Jindra         | UK Kings Prague       | 8 | 10 | 9 | 19 | 0  | +9  |
| 2.   | Samuel Neo Kucharčík | UK Kings Prague       | 8 | 9  | 5 | 14 | 6  | +5  |
| 3.   | Marek Princl         | Akademici Plzeň       | 7 | 5  | 6 | 11 | 10 | +4  |
| 4.   | David Volf           | UK Kings Prague       | 8 | 4  | 7 | 11 | 0  | +5  |
| 5.   | Štěpán Říha          | Akademici Plzeň       | 7 | 5  | 4 | 9  | 4  | +4  |
| 5.   | David Roubal         | Akademici Plzeň       | 7 | 5  | 4 | 9  | 8  | +1  |
| 7.   | David Routa          | ČVUT Engineers Prague | 4 | 5  | 2 | 7  | 4  | -1  |
| 8.   | Jan Morev            | HC MUNI               | 3 | 4  | 2 | 6  | 0  | +3  |
| 9.   | Aleš Matoušek        | Akademici Plzeň       | 5 | 3  | 3 | 6  | 4  | +2  |
| 10.  | Vít Reitspies        | Akademici Plzeň       | 5 | 2  | 4 | 6  | 4  | +2  |

### Hodnocení brankářů
Toto je konečné pořadí nejlepších pěti brankářů
| Poř. | Hráč           | Tým                         | Z. | MIN | OG | PZ  | PS  | POG  | Úsp%  |
| ---- | -------------- | --------------------------- | -- | --- | -- | --- | --- | ---- | ----- |
| 1.   | Jiří Novotný   | Riders Univerzita Pardubice | 1  | 69  | 1  | 40  | 41  | 0.87 | 97.56 |
| 3.   | Dominik Ludvík | Black Dogs Budweis          | 2  | 128 | 5  | 72  | 77  | 2.34 | 93.51 |
| 2.   | Matěj Kubát    | Akademici Plzeň             | 5  | 299 | 11 | 132 | 143 | 2.21 | 92.31 |
| 4.   | Daniel Šembera | HC MUNI                     | 3  | 148 | 9  | 91  | 100 | 3.65 | 91.00 |
| 5.   | Kristián Novák | UK Kings Prague             | 8  | 481 | 25 | 251 | 276 | 3.12 | 90.94 |

## Konečné pořadí
| Pořadí           | Tým                         |
| ---------------- | --------------------------- |
| Zlatá medaile    | UK Kings Prague             |
| Stříbrná medaile | Akademici Plzeň             |
| Bronzová medaile | Black Dogs Budweis          |
| 4.               | ČVUT Engineers Prague       |
| 5.               | HC North Wings              |
| 6.               | HC MUNI                     |
| 7.               | VUT Cavaliers Brno          |
| 8.               | Riders Univerzita Pardubice |
| 9.               | BO OSTRAVA Vítkovice Steel  |